# Kathleen Funchion
Kathleen Funchion, née le 22 avril 1981 à Kilkenny, est une femme politique irlandaise, membre du Sinn Féin. Elle est députée de 2016 à 2024 et députée européenne depuis 2024. 

## Biographie
Elle est élue Teachta Dála (députée) pour le Sinn Féin lors des élections générales de 2016 et est réélue en 2020, dans la circonscription de Carlow–Kilkenny. 
Elle est élue députée européenne le 7 juin 2024 et siège pour la dixième législature du Parlement européen à partir du 16 juillet, au sein du groupe de la Gauche.